# Svirsk
Svirsk è una cittadina della Siberia sudorientale (Oblast' di Irkutsk), situata 150 km a nordovest del capoluogo Irkutsk sulle rive del fiume Angara, a brevissima distanza dalla città di Čeremchovo da cui dipende amministrativamente.
La concessione dello status di città risale al 1949.

## Società

### Evoluzione demografica
Fonte: mojgorod.ru
- 1959: 21.200
- 1979: 21.800
- 1989: 19.200
- 2002: 15.500
- 2007: 14.500